# マルチン・リストコフスキ
マルチン・リストコフスキ（Marcin Listkowski, 1998年2月10日 - ）は、ポーランド・クヤヴィ＝ポモージェ県リピン出身のサッカー選手。エクストラクラサ・ヤギエロニア・ビャウィストク所属。ポジションはMF。

## 経歴

### クラブ
2015年にポゴニ・シュチェチンのトップチームに昇格。5月31日のレフ・ポズナン戦でプロデビュー。2015-16シーズンより出場機会が増え、チームの中心選手に成長。2019-20シーズンはリーグ戦32試合に出場し、2ゴールを決めた。
2020年8月26日、レッチェと5年契約を締結した。
2024年8月20日、ヤギエロニア・ビャウィストクに移籍した。

### 代表
プロデビュー前の2014年から6年間、ユース世代のポーランド代表に招集された。

## タイトル

### クラブ
ラクフ・チェンストホヴァ
- Iリガ: 2018-19[4]

レッチェ
- セリエB: 2021-22

### 個人
- Iリガシーズンベストイレブン: 2018-19[5]